# Красунею я не була
«Красунею я не була» (азерб. «Mən ki gözəl deyildim») — радянська кінодрама 1968 року, знята на кіностудії «Азербайджанфільм».

## Сюжет
У центрі фільму — доля молодої дівчини Саїди. Фільм розповідає про дружбу друзів в селі у грізні роки Великої Вітчизняної війни, а також готовність працювати день і ніч на благо спільної справи, та про допомогу сім'ям солдатів, полеглих на фронті.

## У ролях
- Хураман Касумова — Саїда (дублювала Аміна Юсіфкизи)
- Ісмаїл Османли — Шеріф
- Шахмар Алекперов — Мазахір
- Ельдар Алієв — Чингіз (дублював Гасан Турабов)
- Садих Гусейнов — Гурбан
- Аладдін Аббасов — Імран (дублював Алі Зейналов)
- Рза Афганли — Хамід (дублював Юсіф Велієв)
- Садая Мустафаєва — тітка Гьозаль (дублювала Етая Алієва)
- Агахусейн Джавадов — Зейналов
- Алекпер Сейфі — Раїс
- Мамед Бурджалієв — військовослужбовець (дублював Раміз Меліков)
- Алмас Аскерова — Ельміра
- Юсіф Юлдуз — подавач
- Агарза Кулієв — дід Рахім
- Кіма Мамедова — Гонча
- Асіф Алієв — військовослужбовець

## Знімальна група
- Оригінальний текст: Байрам Байрамов
- Автори сценарію: Ага-Рза Кулієв, Ігор Старков
- Режисери-постановники: Раміз Аскеров, Ага-Рза Кулієв, Тофік Тагізаде
- Другий режисер: Насир Садих-заде
- Оператор-постановник: Олексій Полканов
- Художник-постановник: Кяміль Наджафзаде
- Художник по костюмам: Фікрет Багіров
- Композитор: Фікрет Аміров
- Звукооператор: Ігор Попов
- Оркестр: Камерний оркестр Азербайджанського радіо і телебачення
- Диригент: Назім Рзаєв
- Директор фільму: Алі Мамедов